# Carrion (zespół muzyczny)
Carrion – polski zespół rockowy powstały na początku 2003 roku w Radomiu.

## Historia
25 listopada 2004 roku miała miejsce oficjalna premiera pierwszego minialbumu zespołu pt. L.A.F.F.C., nagranego razem z grupą Lilith.
W styczniu 2005 roku teledysk „Zapach szarości” wszedł na listę „DeTonacja” w telewizji ITV, gdzie utrzymywał się przez 2,5 miesiąca. W tym samym czasie, utwór ukazał się również jako propozycja do listy przebojów Trójki.
W marcu 2006 zespół dostał zaproszenie do programu „Muzyka na żywo” w TVP (wywiad oraz fragment warszawskiego koncertu). Również w tym roku, zespół zdobył wiele nagród (I miejsce na festiwalach: Malborski Przegląd Muzyczny w Malborku, Morrock ’06 w Morągu, I Małopolski Festiwal Rockowy w Brzesku, Muzyczna Jesień w Sierpcu, II miejsce na Muzycznej Jesieni w Grodkowie i nagrodę publiczności na Festiwalu Zderzak w Zgierzu).
W 2007 roku zespół podpisał kontrakt z wytwórnią MJM Music PL. 30 sierpnia tego roku ukazał się debiutancki album nazwany po prostu Carrion. Album promowały single: „Trzy słowa..”, „Trudno uwierzyć” (do których zostały nakręcone wideoklipy) oraz „Betel” i cover Blacka „Wonderful Life”.
W 2008 roku zespół został zaproszony do wzięcia udziału w największym w Europie Środkowo-Wschodniej festiwalu Metalmania 2008. Również w tym roku Carrion nagrał swoją wersję utworu „This Corrosion” zespołu The Sisters of Mercy, który znalazł się na składance „Sittin’ In The Bar For Hours – Tribute to SOM”. Oprócz tego, utwór „Trzy słowa…” z debiutanckiej płyty, znalazł się na dwupłytowej składance „Antyradio – Rock, Honor, Ojczyzna”.
Rok 2009 rozpoczął się trasą koncertową obejmującą miasta na terenie całego kraju. W kwietniu grupa ponownie zaszyła się w radomskim K&K Studio aby zarejestrować materiał na drugi album. W międzyczasie Carrion wziął udział w eliminacjach do Przystanku Woodstock 2009 i został wybrany do półfinałowej dwudziestki, jako jeden z ponad 500 zespołów, co zaowocowało zamieszczeniem utworu „Zapach szarości” na składance „Przed Woodstockiem 2009”. Pod koniec roku miała miejsce premiera nowego singla „Sztandary Eloi” zapowiadającego nową płytę zespołu, co zaowocowało zamieszczeniem go na playlistach radiowych oraz pierwszych miejscach list przebojów (m.in. Eska Rock, Antyradio). Oprócz tego muzyka zespołu („Sztandary Eloi” oraz „Trzy słowa…”) pojawiła się w filmie „Sprawa Janusza W.” w reżyserii Wojciecha Jagiełło.
Na początku 2010 roku ukazał się drugi singel „Nie bez wiary”, do którego powstał teledysk. W utworze gościnnie wystąpił oboista Tytus Wojnowicz. Singel stał się jednym z najczęściej granych utworów w kraju, stając się tym samym nowym hitem zespołu oraz został zamieszczony na składance The Best Polish Songs… Ever! vol. 2'. Premiera płyty El Meddah miała miejsce 26 marca 2010 roku. Album promowała ogólnopolska trasa koncertowa Eska Rock Tour 2010.
Na trzeci i ostatni singel promujący płytę został wybrany utwór „Dex”. Pod koniec 2010 roku pojawiło się kilka podsumowań, w których zespół został nagrodzony, m.in. Magazyn Gitarzysta – Naj-Zespół-Polska (3. miejsce) oraz Naj-Utwór („Dex” – 5. miejsce), RMF Polski Rock – El Meddah płytą roku, portal NetFan.pl – Artysta Roku (1. miejsce) oraz Przebój Roku („Nie bez wiary” – 2. miejsce), portal Last.FM (24. miejsce spośród polskich artystów), rockowa setka Eska Rock (58. miejsce).
Rok 2011 rozpoczął się intensywną pracą nad kolejną płytą, którą zakłóciło odejście z zespołu klawiszowca Dariusza „VanChesco” Wancerza, współkompozytora i aranżera, zasilającego szeregi Carrion od samego początku. Jego następczynią została Dorota „Zocha” Turkiewicz. Pomiędzy tworzeniem nowego materiału a koncertowaniem w wielu polskich miastach, zespół został zaproszony na dwa koncerty do Stanów Zjednoczonych. Wystąpił na festiwalu „Taste Of Polonia” w Chicago, gdzie został bardzo miło przyjęty przez liczną publiczność. Na początku listopada Carrion wszedł do studia, aby zarejestrować zgromadzony materiał na trzecią płytę.
W związku z premierą nowej płyty Sarita, która ukazała się 13 lutego 2012 roku, zespół wyruszył w trasę koncertową o nazwie „Sarita Tour 2012”, obejmującą ponad 20 miast w Polsce oraz Anglii. Pierwszym singlem promującym nowy album był „Klub M”, który wielokrotnie zagościł na pierwszym miejscu listy NRD w Esce Rock. Drugim utworem promującym album została piosenka „Niepamięć”. Po trasie promującej przyszedł czas na koncerty plenerowe, które zostały przerwane odejściem z zespołu Grzegorza „Kulavika” Kowalczyka oraz Doroty „Zochy” Turkiewicz. Na miejsce klawiszowca powrócił do składu Dariusz „VanChesco” Wancerz, który współtworzył Carrion od samego początku. 3 listopada do składu dołączył Kamil „Hans” Pietruszewski, który objął stanowisko wokalisty. Zespół rozpoczął pracę nad nowym materiałem.
W międzyczasie zespół koncertował oraz nagrał cover do piosenki „Enjoy The Silence” ujawniając zdolności nowego wokalisty. Jego premiera odbyła się w listopadzie 2013 roku.
W lutym 2014 roku do rozgłośni radiowych trafił pierwszy singiel pt. „Krótkowzroczne zera” zapowiadający nowy album. Utwór został bardzo dobrze przyjęty przez media oraz słuchaczy. Znajdował się m.in. przez 23 tygodnie na liście TurboTop w Antyradiu (16 razy na podium, w tym 8 razy na miejscu 1.) oraz wielokrotnie gościł na liście NRD w Esce Rock. Do piosenki powstało pierwsze w historii zespołu Lyric Video. Drugi singiel zatytułowany „Eunomia” trafił do rozgłośni w lipcu. Pojawił się m.in. na 1. miejscu listy TurboTop w Antyradiu oraz liście Aferzasta w Radiu Afera. Nowa, czwarta płyta pt. Dla idei ukazała się 6 października i znalazła się na 22. miejscu najchętniej kupowanych płyt w kraju, czyli Oficjalnej Liście Sprzedaży (OLiS). Krążek promowała trasa koncertowa „Dla Idei Tour”, która objęła ponad 20 miast w Polsce. W dniu premiery płyty ukazał się trzeci singiel pt. „Mowa cieni”, dzięki któremu zespół został zaproszony do wielu programów telewizyjnych oraz rozgłośni radiowych. Ostatnim singlem promującym album był utwór „Scheda”.
Po zakończeniu trasy w 2015 roku Carrion zagrał m.in. na Orange Warsaw Festival oraz został wybrany najlepszym zespołem sezonu w programie Kuba Wojewódzki. Również w tym roku ukazały się dwie składanki „Siła polskiego rocka” oraz „Antyradio – Najlepszy rock na świecie”, na którym znalazł się utwór „Krótkowzroczne zera”.

## Dyskografia

### Albumy
| L.A.F.F.C. (EP)             | - Data: 25 listopada 2004 - Wydawca: Pirat          | –  |
| Carrion                     | - Data: 30 sierpnia 2007 - Wydawca: MJM Music PL    | –  |
| El Meddah                   | - Data: 26 marca 2010 - Wydawca: MJM Music PL       | 40 |
| Sarita                      | - Data: 13 lutego 2012 - Wydawca: MJM Music PL      | –  |
| Dla idei                    | - Data: 6 października 2014 - Wydawca: MJM Music PL | 22 |
| „–” album nie był notowany. |                                                     |    |

### Single
| „Wonderful Life”             | 2007 | – | 1 | – | –  | Carrion   |
| „Trzy słowa...”              | 2007 | – | – | – | –  | Carrion   |
| „Trudno uwierzyć”            | 2007 | – | 2 | – | –  | Carrion   |
| „Sztandary Eloi”             | 2010 | 1 | 4 | – | –  | El Meddah |
| „Nie bez wiary”              | 2010 | 1 | – | 1 | –  | El Meddah |
| „Klub M”                     | 2012 | 1 | – | – | 33 | Sarita    |
| „Niepamięć”                  | 2012 | 1 | 9 | – | –  | Sarita    |
| „Krótkowzroczne zera”        | 2014 | 7 | 1 | – | –  | Dla idei  |
| „Eunomia”                    | 2014 | – | 1 | – | –  | Dla idei  |
| „Mowa cieni”                 | 2014 | – | 1 | – | –  | Dla idei  |
| „Scheda”                     | 2014 | – | 2 | – | –  | Dla idei  |
| „–” singel nie był notowany. |      |   |   |   |    |           |

## Teledyski
| Tytuł                 | Rok  | Realizacja                | Album     |
| --------------------- | ---- | ------------------------- | --------- |
| „Zapach szarości”     | 2007 | Anna Sujka, Piotr Gołąbek | Carrion   |
| „Trzy słowa...”       | 2007 | Inbornmedia               | Carrion   |
| „Trudno uwierzyć”     | 2008 | Inbornmedia               | Carrion   |
| „Nie bez wiary”       | 2010 | BlueOne                   | El Meddah |
| „Krótkowzroczne zera” | 2014 | GQ Image                  | Dla idei  |
| „Eunomia”             | 2014 | GQ Image                  | Dla idei  |
| „Scheda”              | 2015 | GQ Image                  | Dla idei  |

## Nagrody i wyróżnienia
| Rok  | Kategoria                                                      | Nagroda                             | Nota       |
| ---- | -------------------------------------------------------------- | ----------------------------------- | ---------- |
| 2006 | Najlepszy zespół Malborskiego Przeglądu Muzycznego             | Nagroda Internautów                 | 1. miejsce |
| 2006 | Najlepszy zespół Morrock Festival 2006 w Morągu                | Nagroda Jury                        | 1. miejsce |
| 2006 | Najlepszy zespół I Małopolskiego Festiwalu Rockowego w Brzesku | Nagroda Jury                        | 1. miejsce |
| 2006 | Najlepszy zespół XIV Muzycznej Jesieni w Sierpcu               | Nagroda Jury                        | 1. miejsce |
| 2006 | II miejsce na Muzycznej Jesieni w Grodkowe                     | Nagroda Jury                        | 2. miejsce |
| 2006 | Laureat Nagrody Publiczności Festiwalu Zderzak w Zgierzu       | Nagroda Publiczności                | 1. miejsce |
| 2010 | Najlepszy zespół – Polska                                      | Plebiscyt Magazynu Gitarzysta       | 3. miejsce |
| 2010 | Najlepszy utwór („Dex”)                                        | Plebiscyt Magazynu Gitarzysta       | 5. miejsce |
| 2010 | Płyta roku 2010 (El Meddah)                                    | Plebiscyt The Best Of Miasto Muzyki | 1. miejsce |
| 2010 | Przebój roku 2010 („Nie bez wiary”)                            | Plebiscyt portalu NetFan.pl         | 2. miejsce |
| 2010 | Artysta roku 2010                                              | Plebiscyt portalu NetFan.pl         | 1. miejsce |
| 2012 | Przebój roku 2012 („Klub M”)                                   | Plebiscyt portalu NetFan.pl         | 1. miejsce |
| 2012 | Płyta Rocku 2012 (Sarita)                                      | Plebiscyt Antyradia                 | 5. miejsce |
| 2014 | Przebój roku 2014 („Krótkowzroczne zera”)                      | Plebiscyt portalu NetFan.pl         | 1. miejsce |
| 2014 | Przebój Roku 2014 („Eunomia”)                                  | Plebiscyt portalu NetFan.pl         | 2. miejsce |